# Zweden op het Eurovisiesongfestival 2023
Zweden nam deel aan het Eurovisiesongfestival 2023 in Liverpool, Verenigd Koninkrijk, met "Tattoo" uitgevoerd door Loreen. De Zweedse omroep Sveriges Television (SVT) organiseerde Melodifestivalen om de inzending voor het festival te selecteren. Het land won het Eurovisiesongfestival 2023.

## Melodifestivalen 2023

### Achtergrond

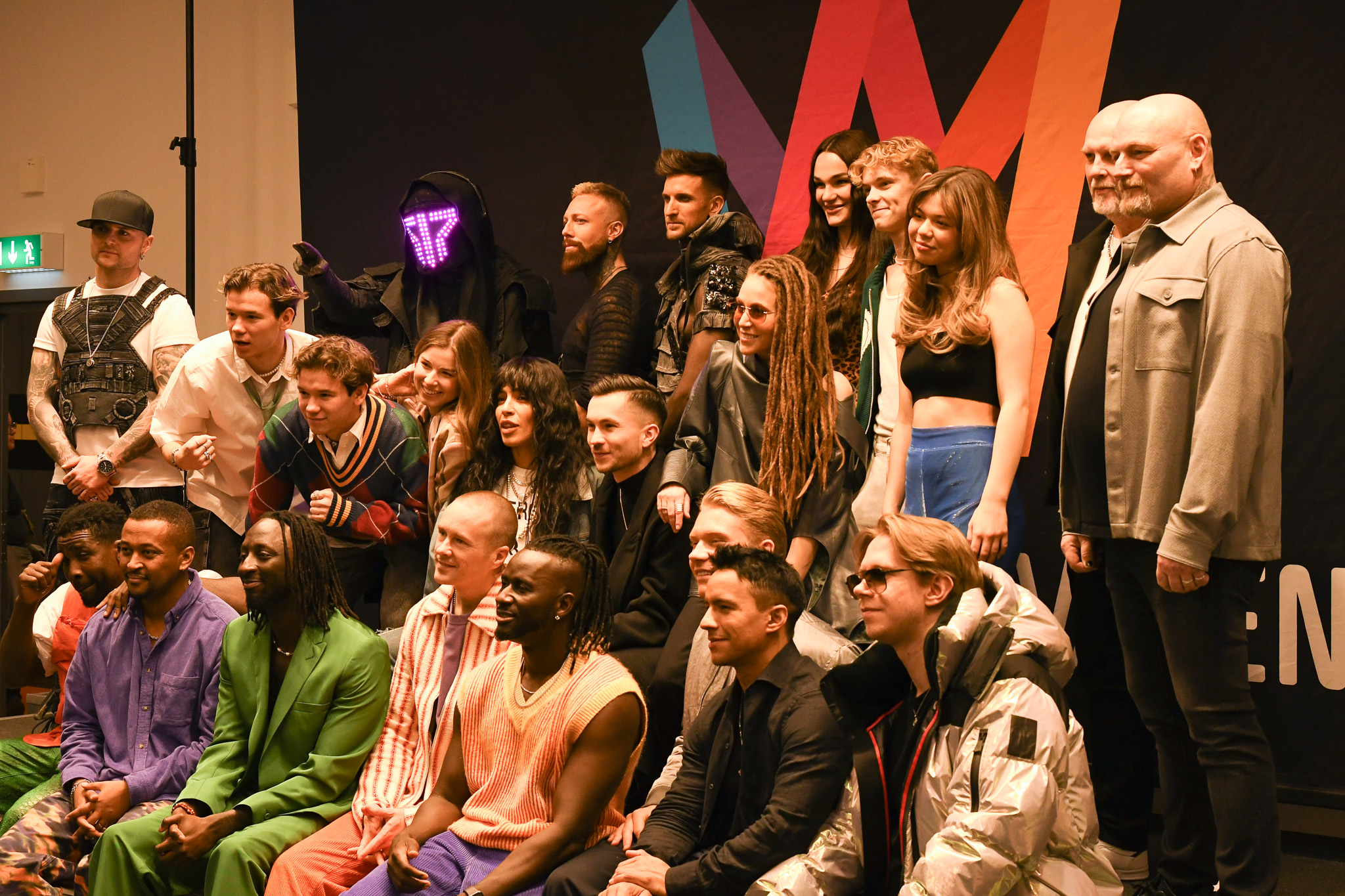
De deelnemers van de Melodifestivalen Finale 2023

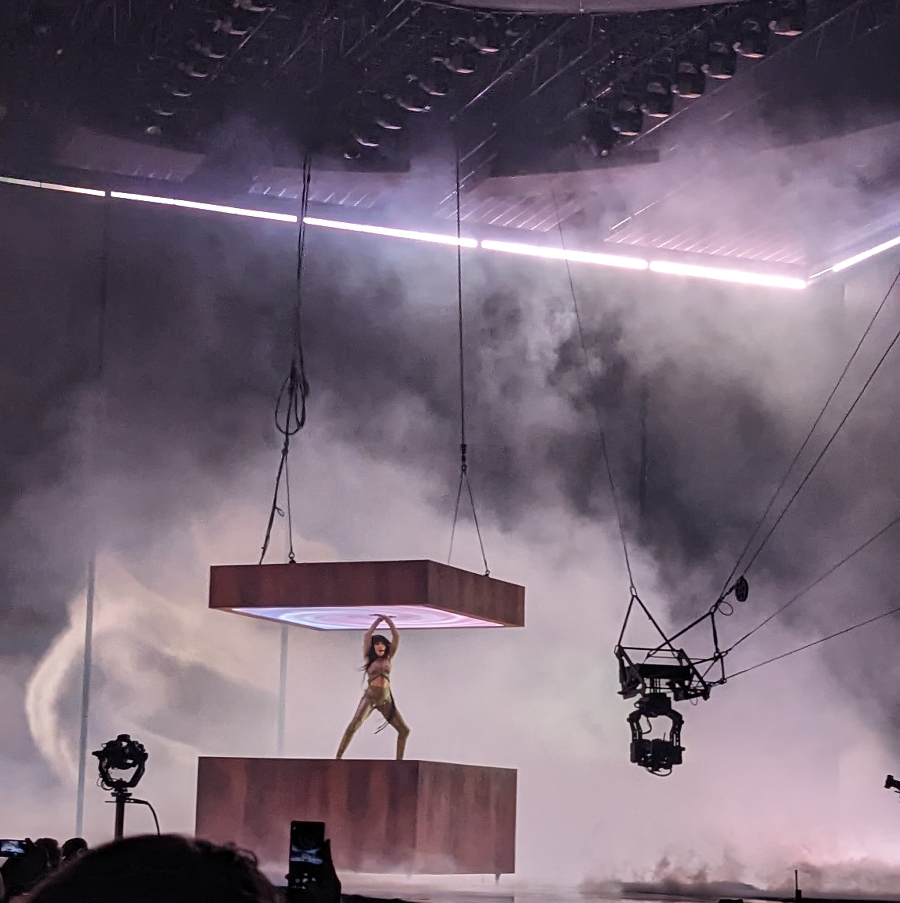
Loreen tijdens de repetities in de halve finale.

De 2023 editie van Melodifestivalen omvatte vier heats, een halve finale (ter vervanging van de eerder gehouden Second Chance-ronde) en een finale. 28 acts waren in de running. Melodifestivalen vond plaats tussen 4 februari en 11 maart 2023 en werd afgesloten met een finale in de Friends Arena in Stockholm. Na de annulering van de traditionele tour langs zes steden van het land (namelijk Malmö, Göteborg, Linköping, Lidköping, Örnsköldsvik en Stockholm) voor de vorige editie vanwege de COVID-19 Omicron-variant, kondigde SVT vervolgens aan dat de zes steden gastheer zouden zijn van de tour in plaats daarvan in 2023, met nieuwe data.

### Schema
| Show             | Datum            | Stad         | Venue                      |
| ---------------- | ---------------- | ------------ | -------------------------- |
| Heat 1           | 4 februari 2023  | Göteborg     | Scandinavium               |
| Heat 2           | 11 februari 2023 | Linköping    | Saab Arena                 |
| Heat 3           | 18 februari 2023 | Lidköping    | Sparbanken Lidköping Arena |
| Heat 4           | 25 februari 2023 | Malmö        | Malmö Arena                |
| Herkansingsronde | 4 maart 2023     | Örnsköldsvik | Hägglunds Arena            |
| Finale           | 11 maart 2023    | Stockholm    | Friends Arena              |

#### Finale
De finale vond plaats op 11 maart 2023 in de Friends Arena in Stockholm .
| #  | Artiest                                          | Liedje            | Juries | Televote | Totaal | Plaats |
| -- | ------------------------------------------------ | ----------------- | ------ | -------- | ------ | ------ |
| 1  | Jon Henrik Fjällgren, Arc North feat. Adam Woods | Where Are You     | 23     | 58       | 81     | 4      |
| 2  | Toon Sekelius                                    | Rhythm of My Show | 15     | 5        | 20     | 12     |
| 3  | Mariëtte                                         | One Day           | 35     | 16       | 51     | 8      |
| 4  | Marcus en Martinus                               | Air               | 71     | 67       | 138    | 2      |
| 5  | Panetoz                                          | On My Way         | 22     | 25       | 47     | 10     |
| 6  | Maria Sur                                        | Never Give Up     | 10     | 37       | 47     | 9      |
| 7  | Smash Into Pieces                                | Six Feet Under    | 53     | 59       | 112    | 3      |
| 8  | Kiana                                            | Where Did You Go  | 37     | 39       | 76     | 6      |
| 9  | Nordman                                          | Släpp alla sorger | 8      | 36       | 44     | 11     |
| 10 | Loreen                                           | Tattoo            | 92     | 85       | 177    | 1      |
| 11 | Theoz                                            | Mer av dig        | 42     | 36       | 78     | 5      |
| 12 | Paul Rey                                         | Royals            | 56     | 1        | 57     | 7      |

## In Liverpool
Nadat alle concurrerende nummers voor de wedstrijd van 2023 waren uitgebracht, werd de startvolgorde voor de halve finale bepaald door de producers van de shows, zodat vergelijkbare nummers niet naast elkaar werden geplaatst. Zweden kreeg nummer 11 in de startvolgorde, na de inzending uit Moldovië en vóór de inzending uit Azerbeidzjan. Op 9 mei 2023 wist Loreen volgens de verwachtingen de finale te halen op zaterdag 13 mei 2023 die ze vervolgens overweldigend won met 583 punten. 
1958 · 1959 · 1960 · 1961 · 1962 · 1963 · 1964 · 1965 · 1966 · 1967 · 1968 · 1969 · 1970 · 1971 · 1972 · 1973 · 1974 · 1975 · 1976 · 1977 · 1978 · 1979 · 1980 · 1981 · 1982 · 1983 · 1984 · 1985 · 1986 · 1987 · 1988 · 1989 · 1990 · 1991 · 1992 · 1993 · 1994 · 1995 · 1996 · 1997 · 1998 · 1999 · 2000 · 2001 · 2002 · 2003 · 2004 · 2005 · 2006 · 2007 · 2008 · 2009 · 2010 · 2011 · 2012 · 2013 · 2014 · 2015 · 2016 · 2017 · 2018 · 2019 · 2020 · 2021 · 2022 · 2023 · 2024 · 2025
Albanië · Armenië · Australië · Azerbeidzjan · België · Cyprus · Denemarken · Duitsland · Estland · Finland · Frankrijk · Georgië · Griekenland · Ierland · IJsland · Israël · Italië · Kroatië · Letland · Litouwen · Malta · Moldavië · Nederland · Noorwegen · Oekraïne · Oostenrijk · Polen · Portugal · Roemenië · San Marino · Servië · Slovenië · Spanje · Tsjechië · Verenigd Koninkrijk · Zweden · Zwitserland